# 潮來市
潮來市（日语：／ Itako shi */?）是日本茨城縣下屬的行政區劃，位於該縣東南部，也是一個被湖泊與河流所包圍的水城。

## 地理

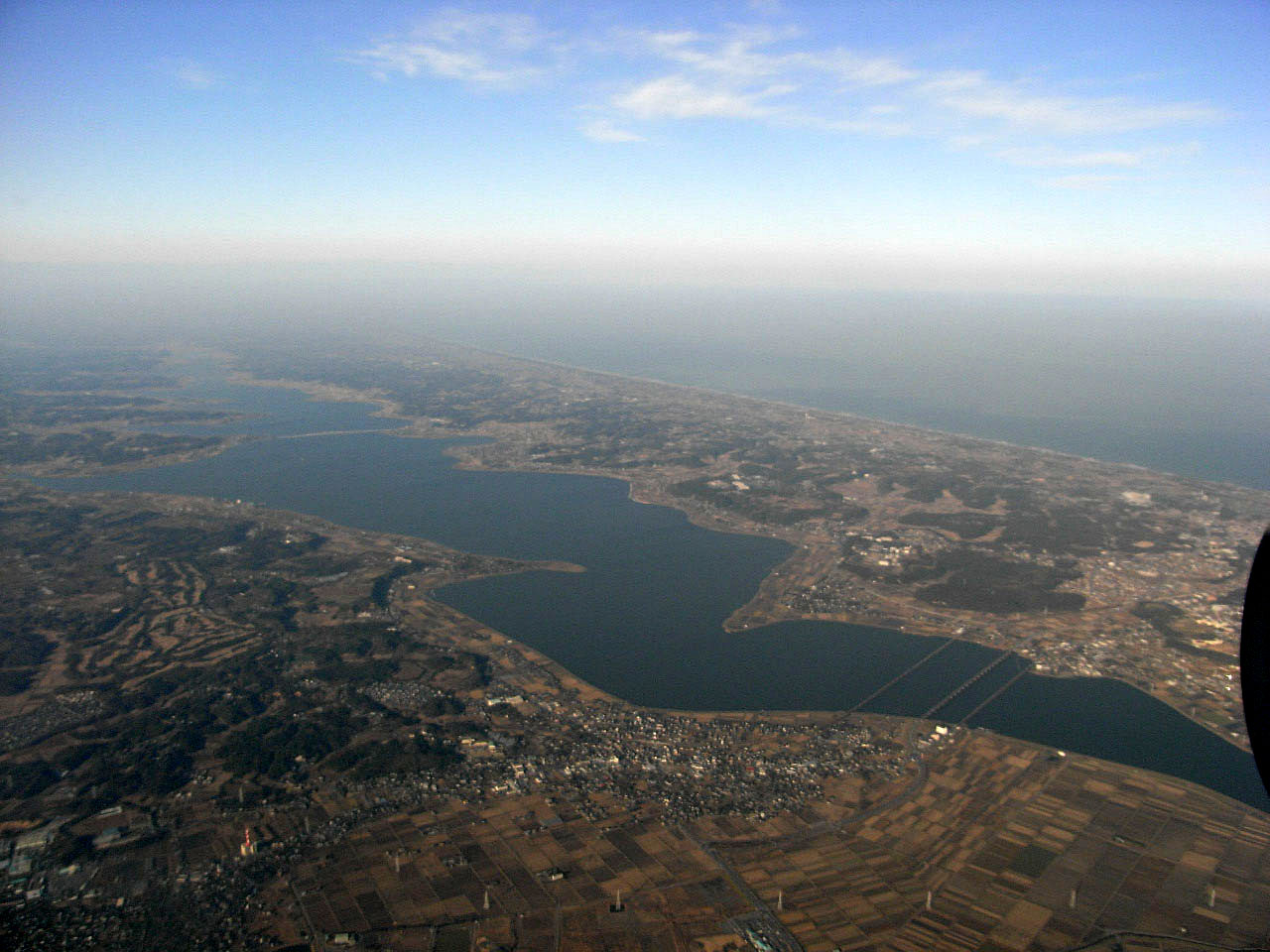
北浦

該市位在茨城縣的東南部，處於以東京為中心的80km圈當中。被西邊的霞浦和常陸利根川、東邊的北浦、南邊的外浪逆浦等廣義的霞浦水域所包圍，成了連市内的中心都有前川流經的水郷地帶。市內南部為田園地帶，盛行種植稻米。市內北部為台地，高爾夫球場、綠地公園等場所眾多。
- 湖沼：霞浦、北浦
- 河川：常陸利根川、前川、稻井川、石田川、夜越川、アンコウ川（鮟鱇川）
- 港湾：潮來港（常陸利根川）
- 国家公園：水鄉筑波國定公園

### 鄰近城市
- 茨城縣
  - 鹿嶋市
  - 稻敷市
  - 神栖市
  - 行方市
- 千葉縣
  - 香取市

## 人口
| 潮來市人口分布圖 |                                               |  |
| 潮來市與日本全國年齡別人口分布比較圖 （2005年資料） | 潮來市的年齡、男女別人口分布圖 （2005年資料） |  |
| ■紫色是潮來市 ■綠色是全国 | ■藍色是男性 ■紅色是女性                       |  |
| 潮來市人口變化 \| 1970年 \| 25,005人 \| \| \| 1975年 \| 27,507人 \| \| \| 1980年 \| 29,075人 \| \| \| 1985年 \| 30,421人 \| \| \| 1990年 \| 30,863人 \| \| \| 1995年 \| 32,133人 \| \| \| 2000年 \| 31,944人 \| \| \| 2005年 \| 31,524人 \| \| \| 2010年 \| 30,534人 \| \| \| 2015年 \| 29,111人 \| \| \| 2020年 \| 27,604人 \| \| |                                               |  |
| 資料來源：日本總務省統計中心提供之人口普查數據 |                                               |  |
| 1970年 | 25,005人                                      |  |
| 1975年 | 27,507人                                      |  |
| 1980年 | 29,075人                                      |  |
| 1985年 | 30,421人                                      |  |
| 1990年 | 30,863人                                      |  |
| 1995年 | 32,133人                                      |  |
| 2000年 | 31,944人                                      |  |
| 2005年 | 31,524人                                      |  |
| 2010年 | 30,534人                                      |  |
| 2015年 | 29,111人                                      |  |
| 2020年 | 27,604人                                      |  |

## 政治

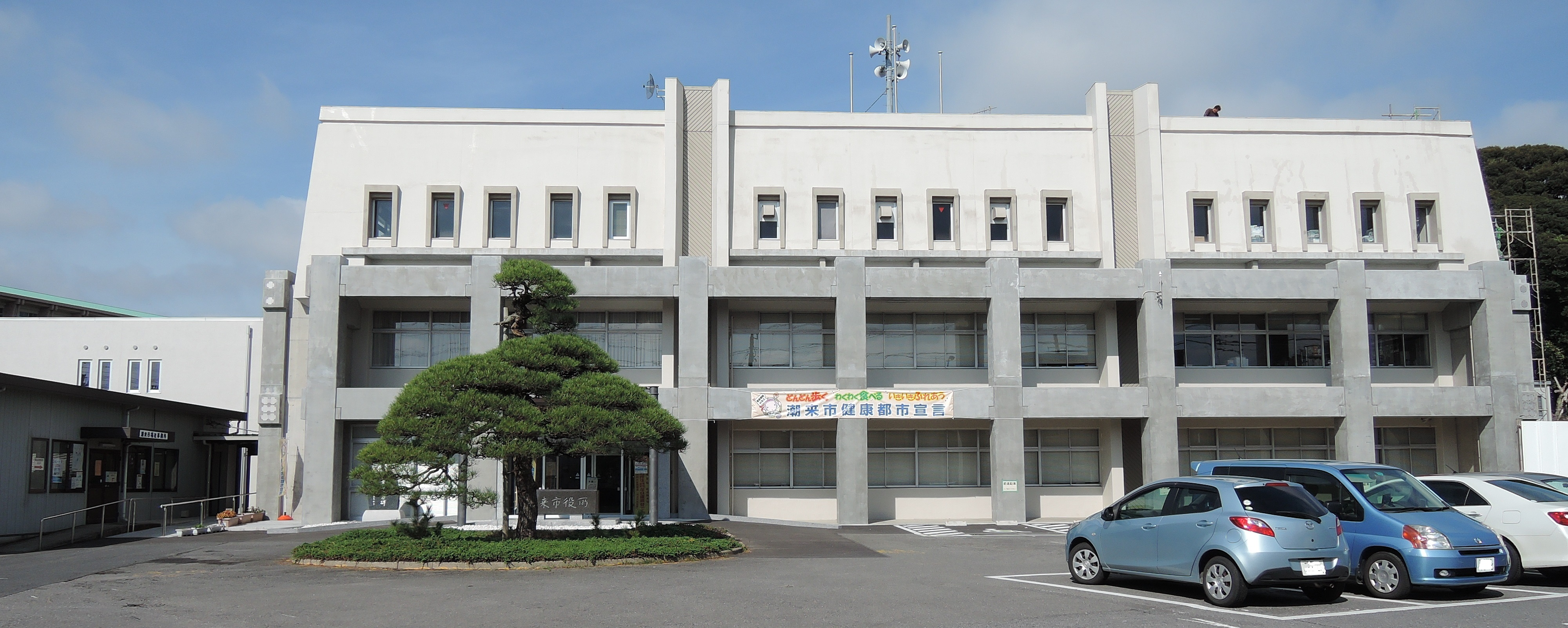
潮來市役所

潮來市最高行政機關為潮來市役所，位在潮來市辻626，市長為原浩道。
潮來市議會則是潮來市最高民意機關，有16席議員，今屆無黨籍議員15席、公明黨1席，議長為今泉利拓；茨城縣議會將潮來市劃入「潮來市選舉區」，選出一席議員，今屆為自民黨籍議員藤島正孝。日本眾議院則將該市劃入茨城縣第2區小選舉區，選出議員為額賀福志郎（自由民主党）。
警政方面，潮來市境內沒有警察署，而是由相鄰的行方市行方警察署管轄全市，並設有潮來地區交番（派出所）、牛堀駐在所和新宮駐在所；交通機動隊也設有潮來分助隊。消防事務方面，市內有鹿行廣域事務組合消防本部設的潮來消防署。

### 市長
| 任屆 | 姓名     | 讀音 | 任期                       | 備註           |
| ---- | -------- | ---- | -------------------------- | -------------- |
| 1    | 今泉和   |      | 2001年4月1日至2007年3月6日 | 原先的潮來町長 |
| 2    | 松田千春 |      | 2007年3月7日至2015年3月6日 | [ 1 ]          |
| 3    | 原浩道   |      | 2015年3月7日至今           | 現任           |